# Palais de Velázquez
Le palais de Velázquez, parfois appelé Palacio de Exposiciones, est une salle d'exposition située dans le parc du Retiro à Madrid, en Espagne.
Initialement connu sous le nom de Palacio de la Minería, il est construit de 1881 à 1883 en vue de l' Exposición Nacional de Minería par l'architecte Ricardo Velázquez Bosco (d'où l'édifice tire son nom), l'ingénieur Alberto Palacio et le céramiste Daniel Zuloaga,. Il fonctionne comme une galerie d'art et d'artisanat et est répertorié comme Bien d'intérêt culturel.

## Situation géographique
Le palais de Velázquez est situé dans le parc du Retiro, dans le quartier de Jerónimos à Madrid. Il occupe une position centrale dans le parc, entre le grand lac de plaisance et le petit lac à côté du palais de Cristal. Le site est un ancien terrain de chasse royal converti en un parc royal du palais du Buen Retiro de Philippe IV qui s'étend sur environ 120 hectares. Le palais est en grande partie détruit après la guerre d'indépendance espagnole, les vestiges restants étant le Casón del Buen Retiro et le salon des royaumes. Le parc est ouvert au public depuis 1868,,.

## Architecture
Le palais de Velázquez est un bâtiment néoclassique en briques rouges et tuiles recouvert de voûtes en fer et de verre permettant un éclairage naturel des espaces. Il est construit entre 1881 et 1883 en vue de l' Exposición Nacional de Minería sous la direction de l'architecte Ricardo Velázquez Bosco. L'ingénieur Alberto Palacio et le céramiste Daniel Zuloaga ont également travaillé sur ce projet .
Avec des dimensions de 73,80 m x 28,75 m, c'est l'un des bâtiments les plus monumentaux édifiés par l'architecte après le palais de Fomento, siège du ministère espagnol de l'agriculture. Il a été construit en briques et tuiles bicolores provenant de la Real Fábrica de La Moncloa.
Le palais de Velázquez est le seul bâtiment subsistant des différents pavillons édifiés pour l'exposition minière. À proximité de ce palais se situe un autre bâtiment construit par Ricardo Velázquez : le palais de Cristal, conçu pour l'Exposition philippine de 1887.
Le Crystal Palace de Londres construit en 1851 a servi d'inspiration aux deux édifices madrilènes, en particulier pour le palais de Velázquez dans son utilisation du fer et du verre pour permettre à la lumière naturelle d'éclairer les pièces.

## Expositions
Après l'Exposition philippine de 1887, le gouvernement espagnol décide d'utiliser le palais de Velázquez comme musée des territoires d'outre-mer d'Espagne. Depuis 1908, il accueille les expositions nationales des Beaux-Arts. Les œuvres des peintres contemporains sont souvent exposées au palais. Ainsi, depuis 1987, des artistes tels que Cindy Sherman, Nan Goldin, Juan Muñoz et José Manuel Broto y ont exposé . Le palais ferme en 2005 pour effectuer des travaux de rénovation, il rouvre cinq ans plus tard par une exposition consacrée à l'artiste multidisciplinaire catalan , Antoni Miralda. Le palais est actuellement géré par le ministère espagnol de la Culture et est dédié aux expositions temporaires du musée national d'art moderne d'Espagne, le Museo Nacional Centro de Arte Reina Sofía.